# Бергхолцел
Бергхолцел (фр. Bergholtzzell) насеље је и општина у источној Француској у региону Алзас, у департману Горња Рајна која припада префектури Гебвилер.
По подацима из 2011. године у општини је живело 453 становника, а густина насељености је износила 197,82 становника/km². Општина се простире на површини од 2,29 km². Налази се на средњој надморској висини од 260 метара (максималној 573 m, а минималној 238 m).

## Демографија
| 1962. | 1968. | 1975. | 1982. | 1990. | 1999. | 2011. |
| ----- | ----- | ----- | ----- | ----- | ----- | ----- |
| 261   | 285   | 305   | 282   | 288   | 336   | 453   |

График промене броја становника у току последњих година